# 草碧镇
草碧镇，是中华人民共和国陕西省宝鸡市千阳县下辖的一个乡镇级行政单位。

## 行政区划
草碧镇下辖以下地区：
草碧村、屈家湾村、白村寺村、罗家店村、罗家塬村、上店村、磨朝村、寇家河村、坡头村、董坊村、龙槐塬村、邢家塬村和仰塬村。